# 倪在田
倪在田（?—?），字子新，號芻軒，別號荒江釣者。江蘇江都人。
室名枯生松齋，生平待考，著有《續明史紀事本末》、《居稽錄》、《揚州禦寇錄》等。